# Автономная Карельская Социалистическая Советская Республика
Автоно́мная Каре́льская Социалисти́ческая Сове́тская Респу́блика (АКССР) — автономная республика в составе РСФСР, созданная из Карельской трудовой коммуны (КТК) 25 июля 1923 года.
С принятием 5 декабря 1936 года новой Конституции СССР была переименована в Карельскую АССР (КАССР).
Столица — город Петрозаводск.
Автономная республика использовала символику РСФСР.

## История

### Создание автономной республики (1923)
Образование в 1921 году Северо-Западного регионального экономического совета (СевзапЭкосо) подвергало опасности сложившийся  автономный статус Карельской Трудовой Коммуны (КТК). Председатель Совнаркома  КТК Э. А. Гюллинг, при поддержке наркома иностранных дел РСФСР Г. В. Чичерина и председателя Совета Народных Комиссаров (правительства) РСФСР В. И. Ленина,  инициировал утверждение 26 апреля 1921 года  декрета, подтверждающего автономные права КТК.
Этот декрет обеспечил правительству коммуны контроль над экономикой на всей территории КТК (кроме Мурманской железной дороги), но только до января 1924 года  освобождал КТК от отчислений в государственный бюджет всех, собираемых на территории,  налогов, обеспечивающих дополнительный источник для развития народного хозяйства.  Поэтому  весной 1922 года Э. А. Гюллинг обратился в центр с предложением присвоить КТК статус автономной республики. На встрече Оргбюро ЦК ВКП(б) 6 марта 1922 года народный комиссар по делам национальностей И. В. Сталин заблокировал принятие  решения по представлению автономии КТК.
В мае 1923 года Э. А. Гюллинг с делегацией «красных» финнов предпринял новую попытку добиться от центра автономии. Кроме вопроса об автономном статусе, Э. А. Гюллинг предложил исключить из состава Карельской Трудовой Коммуны Пудожский уезд (95 % русского населения) и присоединить в полном составе Мурманскую губернию.  Оргбюро ЦК ВКП(б) отклонило предложение об изменении состава, но приняло решение об изменении статуса Карельской Трудовой Коммуны.
Политбюро ЦК РКП(б) ратифицировало это решение, а ВЦИК РСФСР решением от 27 июня 1923 года утвердил образование Автономной Карельской ССР в составе РСФСР и назначил комиссию для обсуждения линии границ и конституции образуемой автономии. 
В итоге, постановлением ВЦИК и Совета народных комиссаров РСФСР № 51 от 25 июля 1923 года,  которое подписали П. Г. Смидович, Л. Б. Каменев и А. С. Енукидзе, Карельская Трудовая Коммуна была преобразована в Автономную Карельскую Советскую Социалистическую Республику (АКССР) (в том же году была преобразована в АССР немцев Поволжья коммуна Немцев Поволжья).
5 сентября 1923 года был образован Народный комиссариат внутренних дел Автономной Карельской ССР. С состав комиссариата вошли управление милиции и управление уголовного розыска.
10—15 октября 1923 года состоялся IV Всекарельский съезд Советов. Съезд заслушал доклад о преобразовании КТК в Автономную Карельскую ССР и избрал высшие органы власти республики. Председателем ЦИК АКССР был избран А. В. Шотман, председателем СНК АКССР — Э. А. Гюллинг.

### Развитие республики (1924—1935)
Важным событием в развитии автономии стало принятие Конституции РСФСР 1925 года. Если Конституция РСФСР 1918 года регулировала статус автономий в трёх статьях, то в Конституции 1925 года статусу автономных республик и областей была посвящена отдельная глава. Конституция установила две формы автономии: республику и область. Она предоставила автономным республикам право принимать свои Основные законы (конституции) и законодательные акты в пределах предоставленных им прав. При этом Основной закон (Конституция) автономной республики должен был быть утвержден ВЦИК и Всероссийским съездом Советов. Съезд Советов автономной области принимал Положение о данной области, которое также утверждалось Всероссийским Центральным Исполнительным Комитетом. Конституция в общих чертах определяла конструкцию государственного механизма и границы компетенции автономной республики (области).
В 1926 году VI Всекарельский съезд Советов рассмотрел подготовленный проект Конституции республики. Проект был одобрен съездом и поступил в комиссию при президиуме ВЦИК РСФСР, созданной для рассмотрения проектов конституций автономных республик, и куда от Карелии был делегирован Эдвард Гюллинг. Однако проект не был принят.

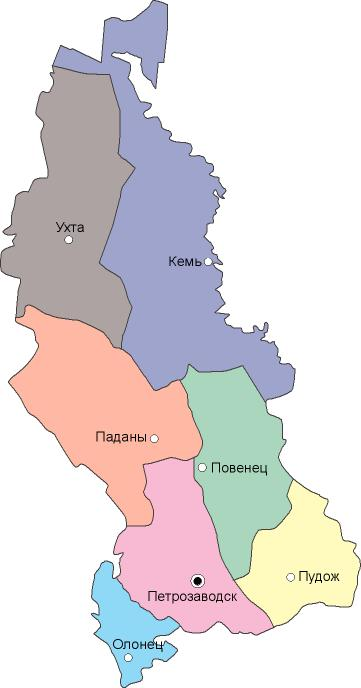
Схема 7 уездов Автономной Карелии (без обозначения озёр), 1927 год
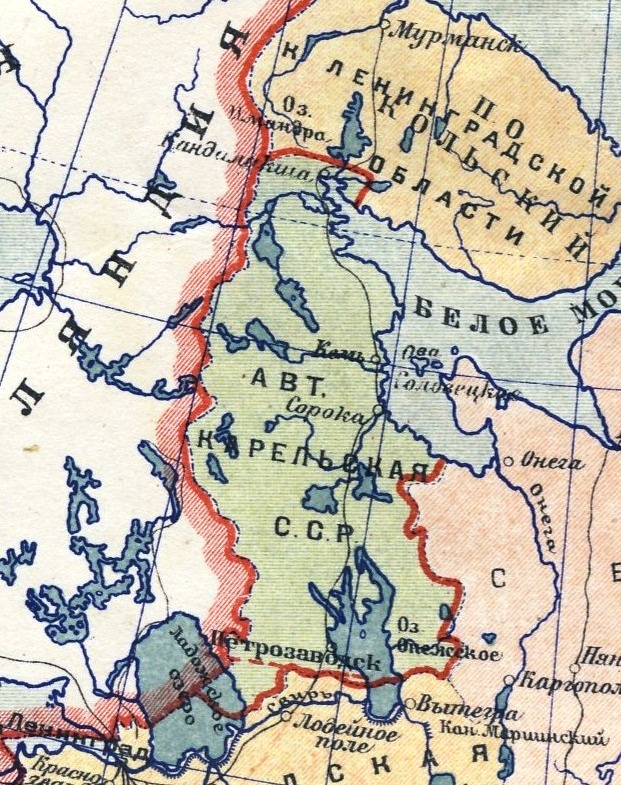
1930 год
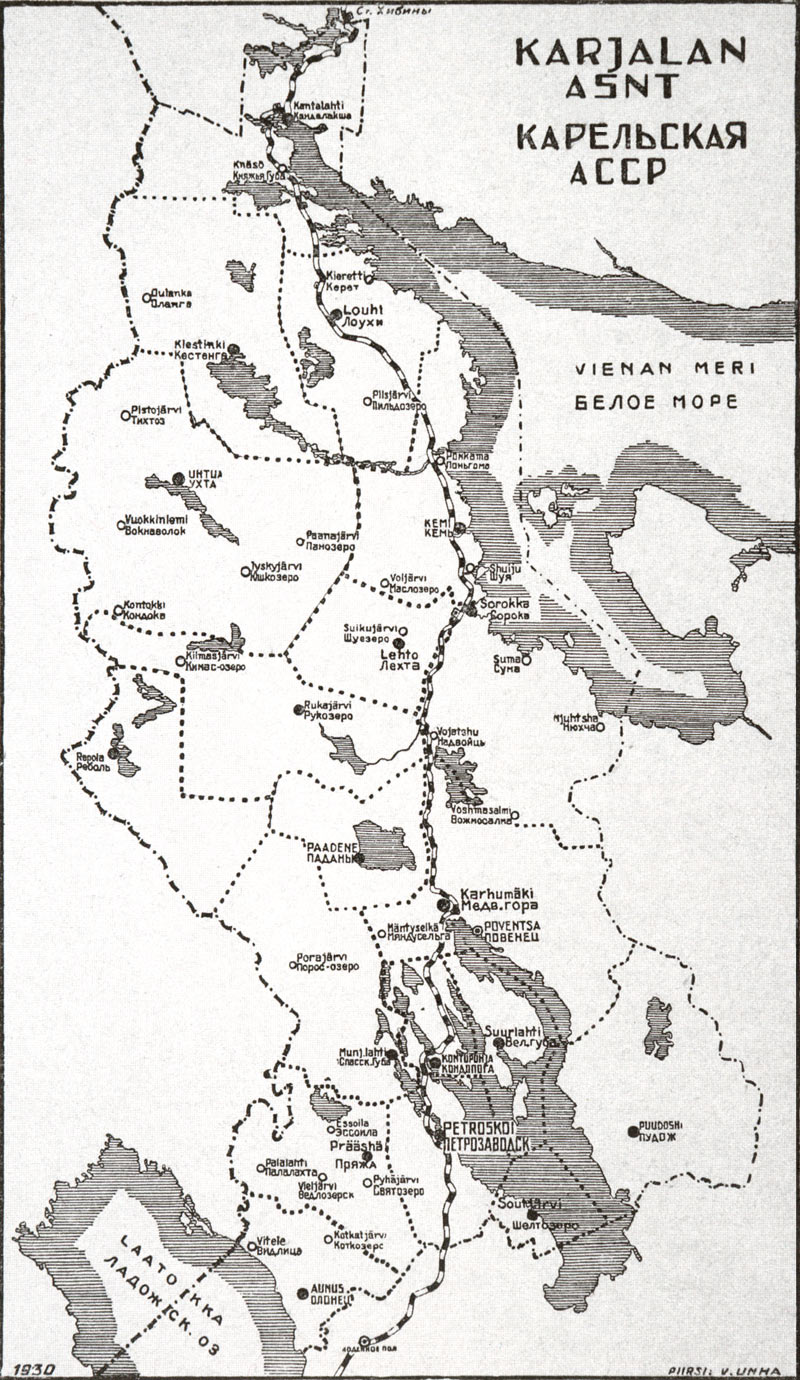
1930 год

## Административно-территориальное деление
В составе Автономной Карельской ССР имелось деление на уезды, состоящие из волостей:
- Кемский уезд (12 волостей)
- Олонецкий уезд (7 волостей)
- Паданский уезд (5 волостей)
- Петрозаводский уезд (9 волостей)
- Повенецкий уезд (6 волостей)
- Пудожский уезд (5 волостей)
- Ухтинский уезд (7 волостей)

3 ноября 1924 года в Автономную Карельскую ССР была передана часть территории Лодейнопольского уезда Ленинградской губернии.
В связи с декретом ВЦИК от 29 августа 1927 года в СССР была проведена административная реформа. Волости и уезды заменялись одним звеном — районом, а вместо губерний вводились области и края.
В соответствии с постановлением «О районировании Автономной Карельской Советской Социалистической Республики» — вместо 7 уездов и 55 волостей в АКССР было образовано 26 административных районов: Великогубский, Видлицкий, Кандалакшский, Кемирецкий, Кемский, Кестеньгский, Кондопожский, Лоухский, Медвежьегорский, Олонецкий, Петровский, Повенецкий, Прионежский, Пудожский, Ребольский, Ругозерский, Святозерский, Сегежский, Сегозерский, Сорокский, Сямозерский, Тунгудский, Ухтинский, Шальский, Шелтозерский, Шуньгский.
По декрету ВЦИК от 20 апреля 1930 года было произведено укрупнение административных районов, в результате число районов сократилось до 19: Заонежский, Кандалакшский, Кемский, Кестеньгский, Кондопожский, Лоухский, Медвежьегорский, Олонецкий, Петровский, Петрозаводский, Пряжинский, Пудожский, Ребольский, Ругозерский, Сегозерский, Сорокский (в 1938 году переименован в Беломорский), Тунгудский, Шелтозерский, Ухтинский (в 1935 году переименован в Калевальский). В 1935 году в составе АКССР образован Ведлозерский район (из 11 сельсоветов Пряжинского района и трёх сельсоветов Олонецкого района).
С принятием новой Конституции СССР — 5 декабря 1936 года была переименована в Карельскую Автономную Советскую Социалистическую Республику (КАССР).

### Основные события
Основные события в истории АКССР:
- 10—15.10.1923 — Состоялся IV Всекарельский съезд Советов.
- 1.06.1924 — Пущен в эксплуатацию Медвежьегорский лесозавод.
- Сентябрь 1925 — Состоялся пуск Кемской ГЭС.
- 23.11.1926 — Состоялось открытие Петрозаводской широковещательной радиостанции.
- 1.04.1927 — В поселке Ильинском Олонецкого национального района пущен в эксплуатацию Ильинский четырёхрамный лесопильный завод. 1 мая 1927 г. состоялось торжественное открытие лесозавода.
- 7.06.1927 — В селе Ухта (ныне — посёлок Калевала) пущена в эксплуатацию Ухтинская ГЭС — первая в Карелии сельская гидроэлектростанция.
- 29.08.1927 — Вышло постановление Президиума ВЦИКа АКССР о районировании республики. Вместо 7 уездов и 55 волостей было образовано 26 районов. Образованы Сорокский (ныне — Беломорский), Ухтинский (ныне — Калевальский национальный), Кемский, Кондопожский, Лоухский, Медвежьегорский, Олонецкий, Прионежский, Пудожский, Сегежский районы.
- 13.01.1929 — Пущена в эксплуатацию первая очередь Кондопожской ГЭС — первенца карельской энергетики.
- 7.03.1929 — Вступила в строй Петрозаводская слюдяная фабрика.
- 26.06.1929 — Пущена в эксплуатацию первая очередь Кондопожской бумажной фабрики. 27 июня была выпущена первая карельская газетная бумага.
- Август 1929 — Создан Пудожский леспромхоз.
- 1.11.1929 — В Петрозаводске открылся Карельский государственный театр драмы.
- 28.02.1930 — Образован Пряжинский район.
- 30.07.1930 — Начала работать станция скорой помощи в Петрозаводске.
- 1.08.1930 — Открыт сельскохозяйственный техникум в Петрозаводске.
- 14.08.1930 — КАР ЦИК и СНК АКССР приняли постановление о введении всеобщего обязательного обучения детей школьного возраста.
- 24.09.1930 — СНК АКССР принял Постановление о создании Карельского научно-исследовательского института.
- Октябрь 1930 — Открыт автодорожный техникум в Петрозаводске.
- 1930 — Открыт техникум железнодорожного транспорта.
- 11.06.1931 — Постановлением СНК АКССР организован государственный заповедник «Кивач».
- 8.11.1931 — Состоялось открытие Карельского педагогического института.
- 16.03.1932 — Вышло постановление СНК АКССР № 467 о постройке Петрозаводского кирпичного завода.
- 22.10.1932 — Состоялось открытие Финского драматического театра.
- 1932 — В Петрозаводске открыт кооперативный техникум.
- 20.06.1933 — Был сдан в эксплуатацию Беломорско-Балтийский канал (20—23 мая 1933 г. ББК посетили Сталин, Киров, Ворошилов).
- 10.07.1933 — Введен в строй первый в Карелии механизированный кирпичный завод в п. Соломенное.
- 7.11.1933 — Состоялось открытие памятника В. И. Ленину в Петрозаводске.
- 10.12.1933 — Вышло Постановление Совета Народных Комиссаров АКССР об организации симфонического оркестра.
- 1933 — В Петрозаводске основана станция переливания крови.
- 5.10.1934 — В Петрозаводске введен в эксплуатацию хлебозавод.
- 20.10.1934 — Создан Петрозаводский рыбозавод.
- 1934 — В республике организован Творческий союз (позднее Союз художников КАССР).
- 1934 — Вступила в строй Пиндушская судостроительная верфь, выпускающая грузовые баржи.
- 11.03.1935 — Постановлением Президиума ВЦИК Ухтинский район переименован в район Калевалы, позднее Калевальский район.
- 1—2. 07.1935 — Состоялся пуск Кондопожского целлюлозного завода.
- Октябрь 1935 — В Сегежском районе создан Валдайский леспромхоз.
- 14.11.1935 — Открыт Дом физкультуры в Петрозаводске.
- 15.12.1935 — В Петрозаводске при Театре юного зрителя открылся Театр кукол.
- 12.12.1936 — Состоялось открытие памятника С. М. Кирову в Петрозаводске.
- 25.01.1937 — Вступила в строй Нижнетуломская ГЭС.
- 6.03.1937 — В Кондопоге открылась больница.
- Июнь 1937 — Состоялся XI Всекарельский съезд Советов, который утвердил Конституцию Карельской АССР.

### Этнический состав населения[11]
|          | перепись 1926    |
| -------- | ---------------- |
| Русские  | 153 967 (57,2 %) |
| Карелы   | 100 781 (37,4 %) |
| Вепсы    | 8587 (3,2 %)     |
| Финны    | 2544 (0,9 %)     |
| Украинцы | 708 (0,3 %)      |
| Белорусы | 555 (0,2 %)      |
| Другие   | 2558 (0,8 %)     |

1 января 1931 года: всего населения — 284 100 чел. (75 400 или 26,5 % — городское), русские — 57,1 %, карелы — 37,4 %, прочие — 5,5 %. Плотность населения на 1931 год — 1,9 чел/кв.км, площадь — 146 915 км².

## Председатели ЦИК Автономной Карельской ССР (КарЦИК)
- Председатель КарЦИК IV созыва — А. В. Шотман (25 июня 1923 — 22 декабря 1924)
- Председатель КарЦИК V-VII созывов — А. Ф. Нуортева (22 декабря 1924 — май 1928)
- Председатель КарЦИК VIII-IX созывов — Н. А. Ющиев (январь 1929 — 13 января 1934)
- Председатель КарЦИК IX созыва — В. П. Аверкиев (13 января 1934 — январь 1935), после освобождения от должности Н. А. Ющиева
- Председатель КарЦИК X-XI созывов — Н. В. Архипов (январь 1935 — октябрь 1937)
- Председатель КарЦИК XI созыва — М. В. Горбачёв, после ареста Н. В. Архипова

## ПредседателиСовета народных комиссаровАвтономной Карельской ССР
- Э. А. Гюллинг (1923, октябрь — 1935, ноябрь)
- П. И. Бушуев (1935, ноябрь — 1937, август)

## СекретариКарельского обкома ВКП(б)
- Ярвисало, Иоган Андреевич — ответственный секретарь Карельского обкома ВКП(б) (1922 год, март — 1929 год, май)
- Ровио, Густав Семенович — ответственный секретарь Карельского обкома ВКП(б) (1929 год, июль — 1935 год, август)
- Ирклис, Пётр Андреевич — первый секретарь Карельского обкома ВКП(б) (1935 год, август — 1937 год, июль)

С августа 1937 года по июнь 1938 года обязанности первого секретаря исполняли М. Н. Никольский, Н. И. Иванов.